# Homéostasie
Ne doit pas être confondu avec hémostase.
En biologie et en systémique, l’homéostasie est un phénomène par lequel un facteur clé (par exemple, la température) est maintenu autour d'une valeur d'équilibre bénéfique à la perpétuation du système considéré, grâce à un processus de régulation. Par extension, le terme peut référer au maintien d'un ensemble de tels facteurs, notamment chez un organisme vivant.
Des exemples typiques d'homéostasie sont : la température d'une pièce grâce à un thermostat, la température du corps d'un animal homéotherme, le taux de sucre sanguin, le degré d'acidité d'un milieu, la pression interne d'un milieu, etc.
Opérant comme un système de régulation, l’homéostasie requiert un capteur (naturel ou artificiel) qui mesure le facteur réel, un actionneur capable d'agir sur sa valeur, et entre les deux un processus d'ajustement permettant de faire varier l'activité de l'actionneur en fonction de la valeur mesurée. En automatisme, il s'agit d'un centre de contrôle quelconque (thermostat, variateur de vitesse...) ; dans un organisme, une multitude de phénomènes existent qui jouent le même rôle de principe. Par exemple, pour la régulation du taux de sucre sanguin, toute une cascade de processus biochimiques impliquant plusieurs hormones participe à cet ajustement. Le concept d'homéostasie en biologie est critiqué par certains auteurs car de nombreuses quantités biologiques ne varient pas autour d'une moyenne cible mais varient au contraire de manière complexe,.
Initialement défini par Claude Bernard au XIXe siècle, puis développé par Walter Bradford Cannon au début du XXe siècle, le terme homéostasie provient 
du grec ὅμοιος / hómoios, « semblable », et στάσις / stásis, « place où quelque chose se tient ». La notion s'est ensuite révélée utile à l’étude de toutes sortes d'organismes et systèmes en biologie, sociologie, politique, automatismes, et plus généralement dans les sciences des systèmes. L’idée d’homéostasie fut aussi abondamment utilisée par W. Ross Ashby, l'un des pères de la cybernétique, qui en a donné une illustration purement physique par la construction d'un « homéostat » composé d'éléments mobiles qui retrouvent leur position de stabilité après avoir été perturbés. Dans les neurosciences, l'homéostasie joue un rôle clé dans une théorie spéculative de la conscience et du sentiment d'unité de soi.

## L'homéostasie biologique
Le système nerveux autonome ainsi que le système endocrinien, jouent un rôle incontournable dans le maintien de l'homéostasie. Ce sont les seuls systèmes capables de détecter et de corriger les anomalies de composition du milieu intérieur ou les parties internes du corps.
Pour les animaux homéothermes (appelés aujourd'hui préférentiellement endothermes), un des paramètres principaux de l'homéostasie est la régulation de la composition du sang et de ses paramètres dynamiques (mécanique des fluides), pour éviter les déficits ou les excès, notamment :
- en ions :
  - sodium Na+ : natrémie (hyponatrémie, hypernatrémie),
  - calcium Ca2+ : calcémie (hypocalcémie, hypercalcémie),
  - potassium K+ : kaliémie (hypokaliémie, hyperkaliémie) ;
- en sucre : glycémie (hypoglycémie, hyperglycémie) ;
- l'acidité, le pH, et notamment la quantité de gaz carbonique ou capnie (hypocapnie, hypercapnie) ;
- l'osmolarité ;
- la circulation sanguine ;
- la température (hypothermie, hyperthermie) : homéothermie.

Cette régulation se fait entre autres par :
1. Le rythme cardiaque et le rythme ventilatoire, qui régulent la diffusion du dioxygène, des ions, des nutriments, etc. à travers le corps ;
2. L'ouverture ou la fermeture des vaisseaux sanguins (vasodilatation, vasoconstriction), qui fait varier la pression artérielle et influe sur les pertes de chaleur ;
3. La miction, l'élimination par les urines des excès (en eau, en ions) ;
4. La sudation, élimination par la sueur des excès et abaissement de la température par évaporation ;
5. La contraction musculaire, qui produit de la chaleur (seule 15 à 25 % de l'énergie produite sert au mouvement, les 75 à 85 % restants sont dégagés sous forme de chaleur) ;

- la faim et la soif, qui poussent à boire et à manger et donc permettent des apports pour combler les déficits. L'intégration de tels paramètres dont on sait qu'ils sont très sensibles à des facteurs psychologiques, incline à élargir la notion d'homéostasie pour y inclure par exemple le maintien d'un poids corporel stable. La pathologie de cette stabilité invite à envisager la notion de « degrés » dans l'homéostasie. Cette notion concernera dès lors aussi bien l'humeur (via la stabilité homéostatique des neuromédiateurs) que tous les autres paramètres évoqués (stabilité de la régulation de la tension artérielle, du pouls, du rythme respiratoire, etc.).

## L’homéostasie dans les organisations et les entreprises
- Si vous ne connaissez pas le sujet, laissez ce bandeau (vous pouvez alors contacter les auteurs).
- Si vous supprimez le contenu mis en cause (vous pouvez préalablement contacter les auteurs),

argumentez précisément cette suppression dans la page de discussion
(un manque de référence n'est pas un argument ; une recherche réelle de référence doit avoir été effectuée, être formellement documentée).
Pour Ivinza Lepapa, le concept d'homéostasie peut être expliqué dans une organisation et/ou dans une entreprise par la notion de  changement d'organisation. Pour lui, « suivant l'hypothèse d'Edgar Morin qui considère que la vie d'un système implique un double mouvement (un mouvement de corruption et de désorganisation et un mouvement de fabrication et de réorganisation) », l'homéostasie est « la conjonction des processus par lesquels un système (vivant) résiste au courant général de corruption et de dégénérescence. Elle désigne donc l'ensemble des rétroactions correctrices et régulatrices par lequel la dégradation déclenche la production et la réorganisation ». Et, comme les organisations et/ou les entreprises actuelles évoluent dans des environnements qui offrent des opportunités d'une part, et des menaces d'autre part, l'homéostasie serait alors constituée à partir des caractéristiques évolutives propres à la structure d'une organisation et/ou à leurs acteurs, qui sont liées à leur tour aux opportunités et menaces présentes influençant les décisions, les actions ou le management des organisations et/ou entreprises tout en cherchant à en tirer parti pour s'assurer un avantage sur leurs concurrents. Ces facteurs sont connus sous le nom de « facteurs de contingence » et, au modèle proche d'Henry Mintzberg, l'on peut citer, comme Jak Jabes, quelques facteurs qui poussent les organisations à changer ou à réagir face au changement, à savoir :
- l'accroissement des connaissances ;
- les progrès techniques ;
- l'évolution des systèmes des valeurs ;
- et l'internationalisation des économies.

La combinaison de ces différents facteurs crée ainsi un environnement de plus en plus concurrentiel et changeant autour de l'entreprise, l'obligeant à des efforts d'innovation de plus en plus intenses.
Dans son dernier livre intitulé les NFO : nouvelles formes d'organisation (2019, pages 17 à 19), Alphonse Ivinza Lepapa apporte un nouvel éclairage dans la compréhension de ce  concept dans les organisations.
Le changement organisationnel trouve son explication dans plusieurs éléments, nous retiendrons quant à nous, les deux suivants :
-	Le rapport avec l’environnement, alors le système est ouvert, c’est une exigence pour les entreprises et les organisations.
-	La conservation des systèmes, alors il faut assurer la survie de l’organisation.
Les entreprises sont des systèmes ouverts d’apprentissage à décideurs multiples qui doivent assurer leur conservation et leur survie. Deux concepts permettent d’illustrer la survie des organisations : 
-	l’état stationnaire mieux utilisé en cybernétique,
-	et  l’homéostasie découverte par le médecin français  Claude Bernard.
	Aussi, nous approcherons le changement organisationnel comme un phénomène homéostasique. L’homéostasie est un processus complexe et autonome de régulation et d’équilibration dans les systèmes vivants. Cannon le définit comme « l’ensemble des processus organiques qui agissent pour maintenir l’état stationnaire de l’organisme, dans sa morphologie et dans ses conditions intérieures, en dépit des perturbations extérieures. »
		Daniel Durand relève les caractéristiques suivantes :  
-	« À la différence de la machine artificielle qui continue à exister sans fonctionner, l’arrêt de fonctionnement de l’organisme soumis à l’homéostasie signifie mort et corruption du corps ; le maintien de l’organisme vivant s’effectue en quelque sorte par un renouvellement constant de ses composants sans que son identité soit changée.
-	Le système vivant fabrique lui-même ses propres constituants à partir d’éléments fournis par son environnement et réorganise sa propre structure ; la machine artificielle a été créée par un intervenant extérieur. » 
Le changement organisationnel par le concept d’homéostasie s’explique aisément aussi, suivant l’hypothèse d’Edgar Morin qui considère que la vie d’un système implique un double mouvement : 
-	un mouvement de corruption et de désorganisation,
-	un mouvement de fabrication et de réorganisation.
	On peut donc, considérer  l’homéostasie comme « la conjonction des processus par lesquels un système résiste au courant général de corruption et de dégénérescence. Elle désigne donc l’ensemble des rétroactions correctrices et régulatrices par lequel la dégradation déclenche la production et la réorganisation ».